# 朝生照雄
朝生 照雄（あそう てるお、1950年6月18日 - ）は、埼玉県ボディビル・フィットネス連盟役員常任理事、ウインスポーツクラブのオーナーである。

## 略歴
東京都出身
- 1982年アジアボディビルディング選手権男子85kg以下級優勝
- 1997年アジア・ミックスド・ペアボディビル選手権で朝生記子と組み優勝
- 1997年アジアボディビルディング選手権男子マスターズ優勝
- 1999年アジアボディビルディング選手権男子マスターズ70kg超級優勝
- 2002年アジア・マスターズボディビル選手権優勝

| スタブアイコン | サブスタブ | この項目は、まだ閲覧者の調べものの参照としては役立たない、スポーツ関係者に関連した書きかけの項目です。この項目を加筆・訂正などしてくださる協力者を求めています（P:スポーツ/PJ:スポーツ人物伝）。 |